# ゲオルギ・ディミトロフ
ゲオルギ・ディミトロフ（ブルガリア語: Гео̀рги Димитро̀в Миха̀йлов, ラテン文字転写: Georgi Dimitrov Mihaylov, 1882年6月18日 - 1949年7月2日）は、ブルガリアの政治家、共産主義者。ブルガリア人民共和国の閣僚評議会議長（首相）、コミンテルン書記長、ブルガリア共産党書記長を務めた。

## 来歴・人物

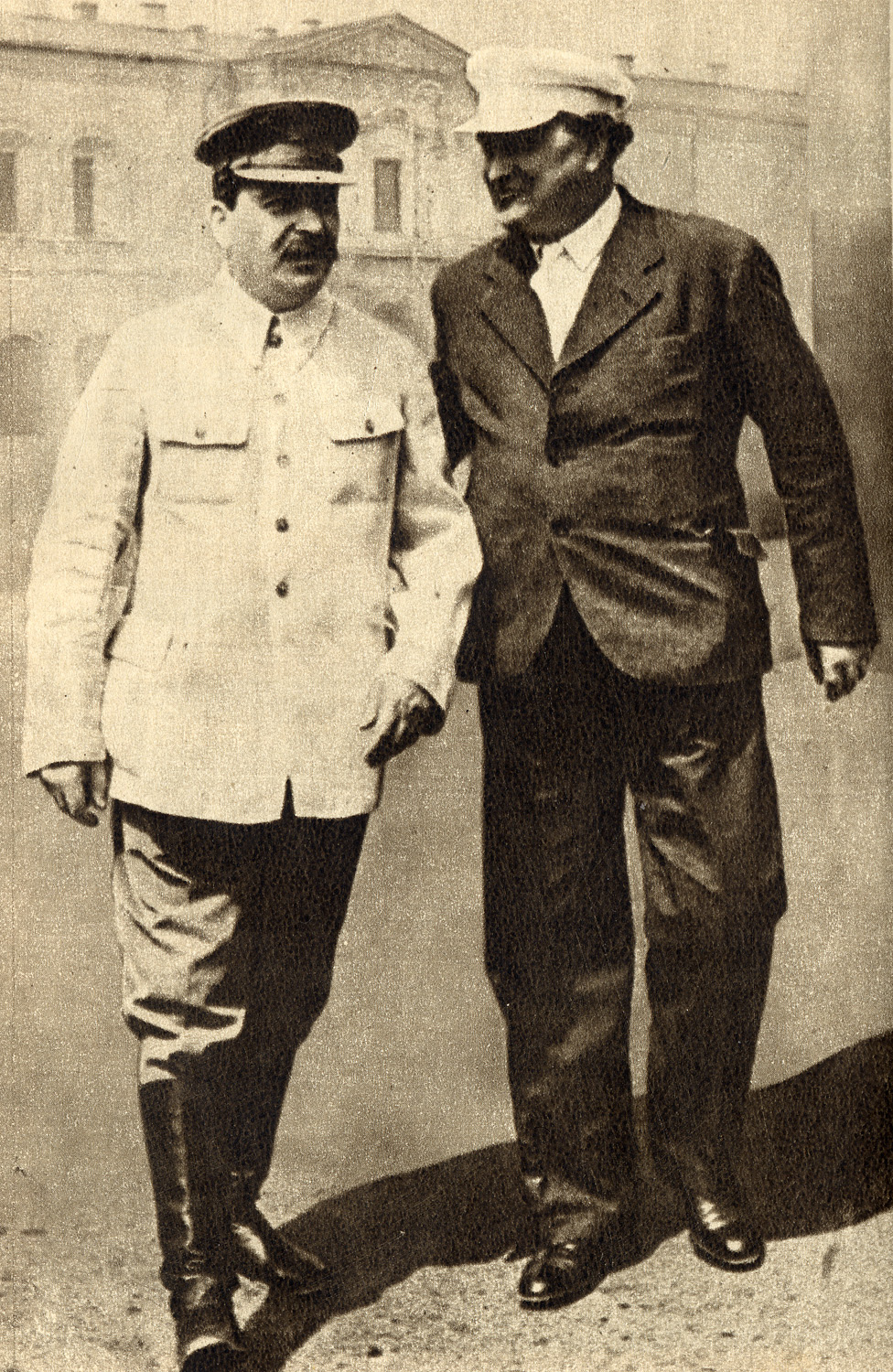
ディミトロフとスターリン

少年時代に植字工となり、1901年、印刷工労働組合の書記に選任された。1902年、ブルガリア労働者社会民主党に入党、同党の分裂後、同党左派（のち共産党）に加わり、中央委員、1918年、政府の戦争政策に反対して運動し投獄された。1921年、コミンテルン第3回大会に出席。1923年、ブルガリアの9月蜂起の指導に参加したが失敗し、国外亡命。欠席裁判で死刑判決を受ける。
亡命中、ブルガリア共産党中央委員会国外事務局委員として活動したが、1933年、ベルリンで発生したドイツ国会議事堂放火事件に関与した容疑で逮捕される。裁判で検察を論破し、翌年、無罪釈放された。1935年、コミンテルン書記長となる（43年まで）。1935年、コミンテルン第7回大会で反ファシズム統一戦線戦術を提起し、採択された。しかしその後、独ソ不可侵条約締結により、スターリンの指示で反ファシズム統一戦線戦術は棚上げされた。
1945年、第二次世界大戦終結後、1946年11月26日にブルガリアに帰国し首相に就任。しかし1949年、療養先のモスクワ近郊で死去した。

## 死後

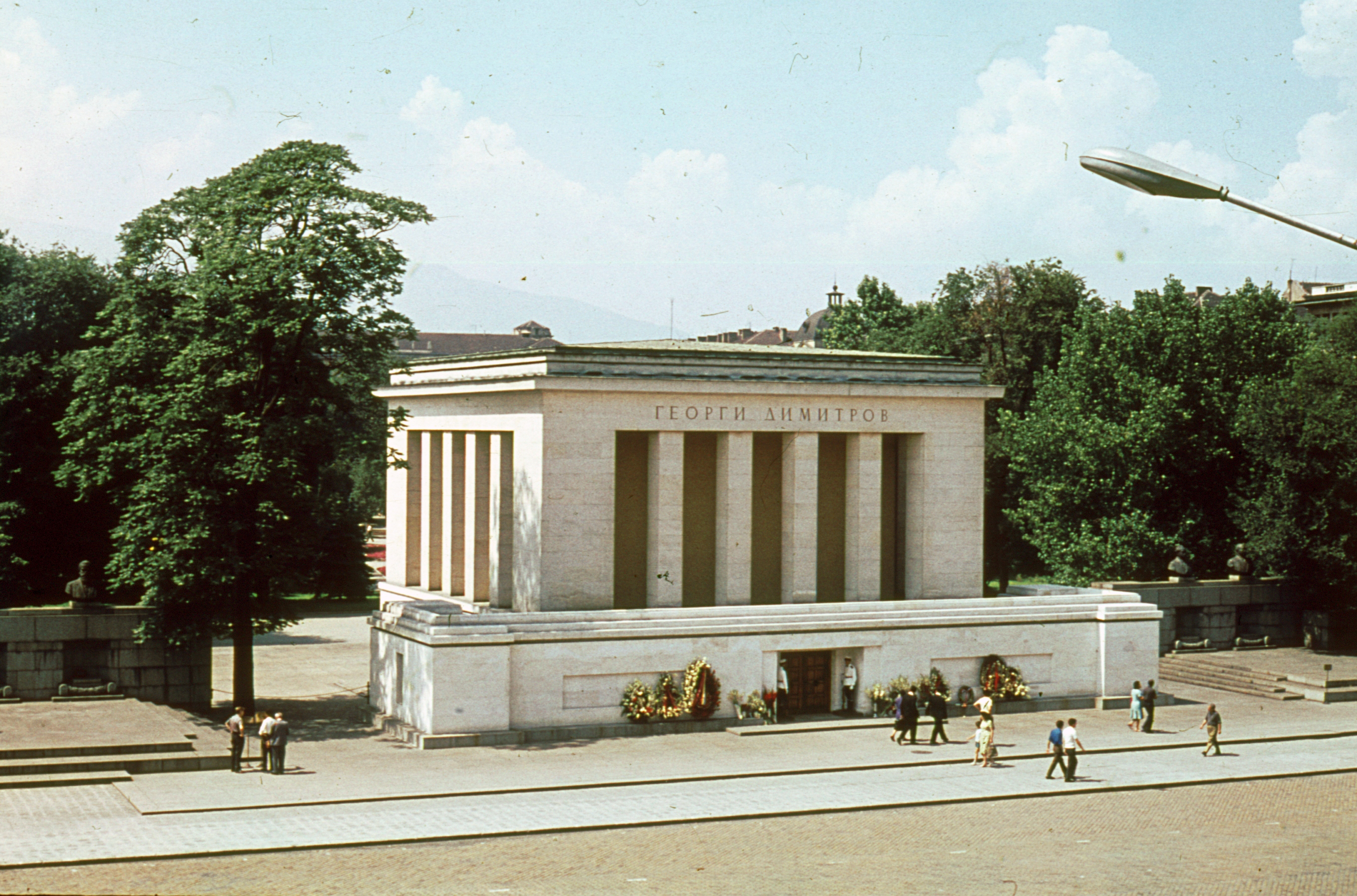
ディミトロフ廟

遺体は保存処理され、ソフィアのディミトロフ廟に埋葬されたが、1990年にブルガリア共産党の下野に伴いソフィアの中央墓地に埋葬され、廟も1999年に撤去された。
また、2000年にはディミトロフが1933年から没する直前まで記していた日記が発見され、「The Diary of Georgi Dimitrov（ディミトロフ日記）」と題して各国語に翻訳して出版され、当時のコミンテルンの内情を記した貴重な史料となった（日本語翻訳は未刊行）。

## その他
小惑星(2371) Dimitrovはディミトロフの名前にちなんで命名された。